# Шенк Процесс Україна
Шенк Процесс Україна, ТОВ — дочірнє підприємство німецької компанії Schenck Process GmbH (Darmstadt), що розробляє і виробляє високотехнологічне обладнання для промислового зважування, дозування і грохочення.
Пропонує автомобільні, вагонні, бункерні, кранові, платформенні, рольгангові ваги, конвеєрні ваги, витратоміри сипучих продуктів, неперервні вагові дозатори, грохоти. Для комплектації цих виробів використані компоненти власного виробництва — датчики ваги, електроніку зважування і дозування. Schenck Process пропонує повністю укомплектовані автоматичні системи зважування і дозування, в комплект яких може входити спеціально написане для замовника програмне забезпечення.